# Семь Ключей (Самарская область)
Семь Ключей — посёлок в Исаклинском районе Самарской области в составе сельского поселения Старое Вечканово.

## География
Находится на правом берегу реки Сургут на расстоянии примерно 28 километров по прямой на юго-восток от районного центра села Исаклы.

## История
Посёлок был основан переселенцами из села Новое Ганькино в 1922 году.

## Население
Постоянное население составляло 109 человек (русские 29 %) как в 2002 году, 84 в 2010 году.